# جوديث إي. غلاسر
جوديث إي. غلاسر (بالإنجليزية: Judith E. Glaser)‏ هي سيدة أعمال وكاتِبة أمريكية، ولدت في القرن العشرين.